# 팀 보로프스키
팀 보로프스키(독일어: Tim Borowski, 1980년 5월 2일 ~ )는 은퇴한 독일의 축구 선수로, 과거 중앙 미드필더로 주로 활동하였다.

## 클럽 경력

### SV 베르더 브레멘
보로프스키는 동독 노이브란덴부르크에서 태어나 고향클럽인 FC 노이브란덴부르크 04에 입단했다. 16살 때는 SV 베르더 브레멘의 16세이하 팀과 계약을 맺었고, 1999년에는 브레멘의 2군 팀에서 2시즌을 보냈다.
2000년 8월 26일 그는 VFL 볼프스부르크와의 DFB 포칼컵 홈 경기에서 데뷔전을 치렀으나 팀은 0-1로 패배하였다. 2003-04 시즌에는 25경기를 출전하였고 골은 1골(FC 샬케 04와의 홈 경기에서 골 기록. 팀은 4-1 승리)밖에 기록하지 못했지만 팀의 11년 만에 리그 4번째 우승에 크게 기여하여 팀의 완벽한 주전 선수가 되었고, 또 분데스리가 2005-06 시즌에는 10골 11어시를 기록하면서 완벽한 시즌을 보냈다. 그는 유벤투스 FC와의 UEFA 챔피언스리그 16강 홈 경기에서도 팀의 3-2 승리를 도왔으나 원정 다득점 원칙에 의하여 탈락하였다.

### FC 바이에른 뮌헨
보로프스키는 2008년 여름에 FC 바이에른 뮌헨으로 자유 이적하여 3년 계약을 맺었으나 그는 기대와 달리 분데스리가 6경기에 선발 출전하는 데 그쳤고 루이스 판 할 감독이 지휘봉을 잡게 되면서 팀 내 전력 외로 분류되고 말았다.

### 베르더 브레멘 재이적
FC 바이에른 뮌헨에서 별다른 활약을 펼치지 못하자, 2009년 7월 22일에 SV 베르더 브레멘과 3년 계약을 체결하여 한 시즌만에 재이적했다. 그는 분데스리가 2009-10 시즌에 괜찮은 모습을 보이면서 명예를 되찾는 듯 했으나, 분데스리가 2010-11 시즌에는 잦은 부상으로 인해 많은 경기에 출전하지 못했고 분데스리가 2011-12 시즌에는 심각한 부상 때문에 1경기 출장에 그쳤다. 출전한 그 1경기가 FC 샬케 04와의 홈 경기였는데, 그 경기가 보로프스키의 복귀전이자 시즌 마지막 경기였다. 그렇기에 그는 전반전 까지만 활약하고 하프타임때 마르코 아르나우토비치와 교체되었다. 시즌종료후 그는 32세의 나이에 현역 은퇴를 선언하였다.

## 수상

### 베르더 브레멘
- 분데스리가 2003-04: 우승
- DFB 포칼컵 2003-04: 우승
- DFB 포칼컵 2009-10: 준우승
- 리가포칼컵 2006: 우승
- 리가포칼컵 2004: 준우승

### 국가대표팀
- UEFA 유로 2008: 준우승
- 2005년 FIFA 컨페더레이션스컵: 3위
- 2006년 월드컵: 3위